# Mausoleo Arystan Bab
Il Mausoleo di Arystan Bab (kazako: Арыстан баб кесенесі) è un mausoleo in Kazakistan vicino al villaggio di Kogam e quello di Otrar.

## Storia

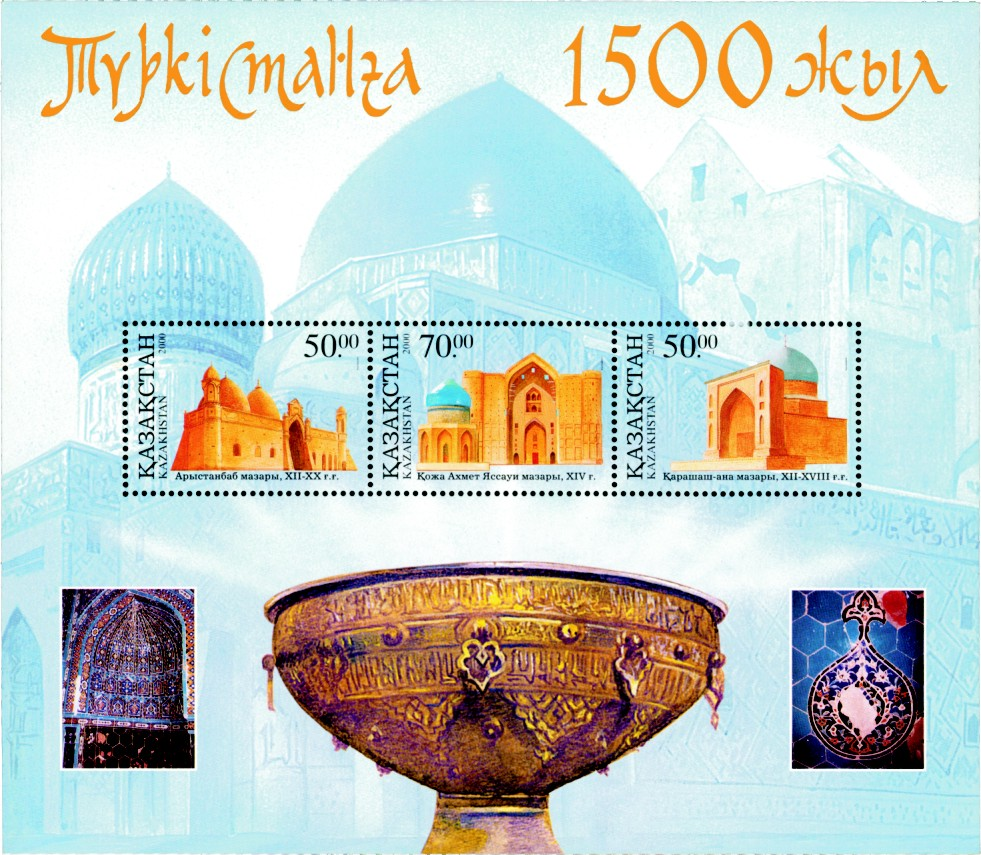
Il mausoleo su un francobollo kazako (a sinistra)

Una leggenda afferma che Tamerlano abbia ordinato la costruzione di una moschea sul sito della tomba di Khoja Akhmet Yassawi, ma tutti i tentativi fallirono. A Tamerlano fu poi detto in sogno che per avere successo doveva prima costruire un mausoleo sulla tomba del mistico Arystan Baba.
Il mausoleo risale al XIV secolo ed è costruito sulla tomba del XII secolo di Arystan Baba, ma è stato ricostruito più volte fino al XVIII secolo. Nel XVIII secolo il precedente mausoleo, che era stato distrutto da un terremoto, fu sostituito con una struttura a doppia cupola sostenuta da due colonne di legno intagliato. La maggior parte dell'attuale struttura fu costruita nel primo decennio del XX secolo, con solo i pilastri di legno intagliato rimasti dall'edificio originale.

## Descrizione

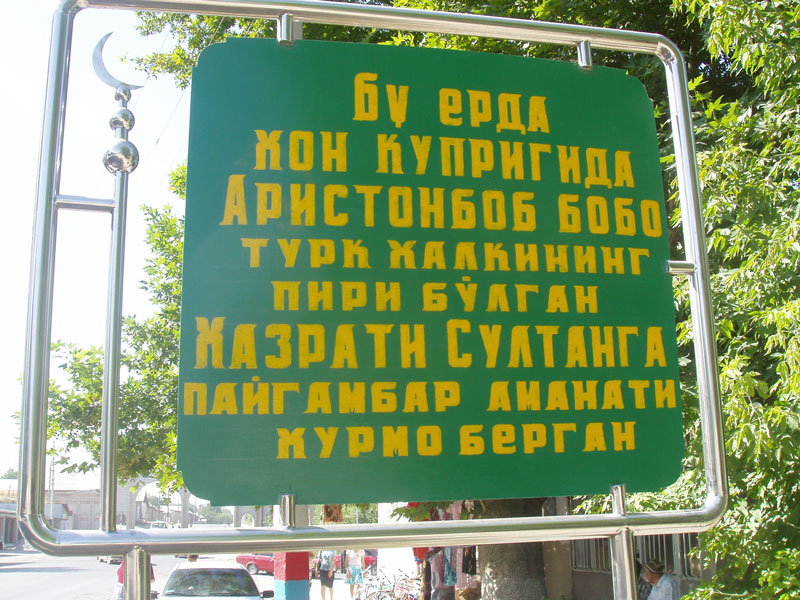
Un cartello a Sayram che commemora la leggenda di Ahmed Yasavi e Arslan Baba

Il mausoleo presenta un grande arco centrale e un'ampia facciata frontale con minareti alle estremità e due grandi cupole a sinistra dell'arco principale. Oltre alla tomba da tavolo a due camere (gurkhana) di Arystan Bab e tre dei suoi studenti, Hermet-Azyra, Karga-Baba e Lashyn-Baba, una moschea, dei quartieri ausiliari e un museo si trovano altre sale del mausoleo. L'effetto delle piene delle acque sotterranee ha portato alla demolizione e ricostruzione della moschea nel 1971. Un corano che mostra la calligrafia medievale è mostrato sotto una teca di vetro.
Il mausoleo è oggi un importante luogo di pellegrinaggio.

## Arystan Baba
Secondo delle leggende Arystan Baba, un mistico religioso, era il destinatario delle perle di amanat di Maometto o della pietra cachi. Quando passò da Sayram, trasmise gli insegnamenti all'undicenne Khodja Akhmed Yassaui che divenne suo allievo. Arystan Baba visse per oltre 400 anni prima della sua morte